# Vol Air Astana 1388
Le 11 novembre 2018, un Embraer 190 effectuant le vol Air Astana 1388, un vol de convoyage entre la base aérienne d'Alverca, au Portugal, et l'aéroport international d'Almaty, au Kazakhstan, avec une escale prévue à l'aéroport international de Minsk, en Biélorussie, subit peu de temps après son décollage de graves problèmes de contrôle. 
Malgré la difficulté des pilotes à contrôler l'avion, ils parviennent à atterrir en toute sécurité sur la base aérienne de Beja (en), à environ 130 kilomètres au sud-est de Lisbonne, escorté par deux F-16 de la Force aérienne portugaise et après plus d'une heure et demie de vol, sauvant la vie des six personnes à bord,.

## Contexte

### Avion et équipage
L'appareil impliqué est un Embraer 190, immatriculé P4-KCJ et exploité par Air Astana, la compagnie aérienne nationale du Kazakhstan. Il a été livré par Embraer à la compagnie aérienne en décembre 2013. Avant l'incident, il avait cumulé un total de 13 152 heures de vol.
L'équipage du vol 1388 se compose du commandant de bord Vyacheslav Aushev (40 ans), du copilote Bauyrzhan Karasholakov (32 ans) et d'un copilote de relève, Sergey Sokolov (26 ans), assis sur le strapontin dans le cockpit. Dans la cabine, trois ingénieurs de la compagnie aérienne voyagent en tant que passagers.

### Opération de maintenance
Le 2 octobre 2018, l'avion est arrivé à la base aérienne d'Alverca pour subir une maintenance lourde, effectuée dans une installation de maintenance de la compagnie OGMA (en). La maintenance consistait principalement à réaliser plusieurs bulletins de service. Le 9 octobre, la révision des câbles de commande des ailerons a commencé. Le premier bulletin de service consistait au remplacement des poulies et des supports structurels soutenant les câbles dans les ailes, qui induisent une usure excessive. La seconde consistait à remplacer les câbles en acier inoxydable par des câbles en acier au carbone, jugés plus résistants et moins sensibles à l'usure. Les câbles ont également été lubrifiés.
Le 26 octobre, lors des tests opérationnels, un message d'avertissement, FLT CTR NO DISPATCH, a alerté l'équipe de maintenance que l'avion était inapte au vol en raison de problèmes de système de contrôle. L'avertissement s'est ensuite reproduit le 31 octobre. Le dépannage du système a duré jusqu'au 11 novembre, date de l'incident.

## Déroulement du vol
Le vol 1388 décolle à 13h31, l'équipage ne parvenant pas à détecter l'anomalie au niveau des ailerons lors des vérifications opérationnelles. La visibilité est alors limitée, entre 2 000 et 3 000 m. Peu après le décollage, les pilotes constatent de graves problèmes de contrôle. Ils tentent d'engager le pilote automatique, mais il ne s'enclenche pas. À 13h37, l'équipage demande une montée au niveau de vol FL100 (10 000 pieds, 3 048 m) et un retour immédiat à Alverca, signalant des problèmes avec les commandes de vol. 
À plusieurs reprises, l'équipage perd totalement le contrôle de l'appareil, qui se retourne et entame brusquement plusieurs plongeons en piqué, mettant à rude épreuve la cellule de l'avion. L'équipage demande un cap vers la mer afin de pouvoir amerrir si cela devenait inévitable, mais il a du mal à suivre le cap donné par le contrôle aérien en raison de sa difficulté à contrôler l'avion.
L'équipage a discuté des différentes options qui s'offraient à lui, le copilote de relève se coordonnant avec les techniciens à bord pour déterminer la cause du problème et établir un plan d'action. Bien qu'il n'y ait eu aucune alarme indiquant des problèmes avec le mode normal, l'équipage a activé le mode direct pour les commandes de vol, ce qui déconnecte le FCM (Flight Control Module). Cela a considérablement augmenté la contrôlabilité du tangage et du lacet, mais le contrôle du roulis était toujours limité, et l'avion a continué à s'incliner anormalement parce que les entrées excessives des pilotes sur les spoilers actionnaient et déstabilisaient l'avion. L'équipage a alors fait voler l'avion en direction de l'est, espérant de meilleures conditions météorologiques. 
Deux F-16, dirigés par le lieutenant-colonel Nuno "Buzzer" Monteiro da Silva  de la Force aérienne portugaise, ont décollé de la base aérienne de Monte Real (en) pour escorter l'Embraer 190 jusqu'à la base aérienne de Beja (en). Après deux remises de gaz effectuées en raison d'approches non stabilisées, le copilote a échangé sa place avec celui de relève dans le strapontin. 
Lors de l'approche finale, le vol 1388 devait se poser sur la piste 19R mais a finalement atterri sur la piste 19L, en raison de la dérive constante de l'avion vers la gauche pendant l'approche finale. Des images vidéo montrent l'avion presque déraper hors de la piste après avoir touché le sol.
Tous les passagers furent secoués, mais le seul blessé à bord fut un passager qui souffrit d'une entorse à la cheville. Au cours du vol, l'Embraer 190 subit des dégâts structuraux irréparables, notamment des déformations du fuselage et des bords d'attaque des ailes. Certaines des pièces de l'avion furent soumises à des charges structurelles supérieures à celles pour lesquelles elles étaient conçues. L'avion fut par la suite retiré du service.

## Enquête
L'enquête révèle que les câbles de commande des ailerons ont été mal installés lors de la maintenance, provoquant l'inversion des commandes d'ailerons. D'autant plus, comme les spoilers n'ont pas été affectés par l'erreur, la situation n'aurait pas pu être gérée en utilisant uniquement des commandes inverses. 
L'enquête reproche au constructeur de l'avion des instructions de maintenance insatisfaisantes, aux autorités de supervision un manque de surveillance de l'équipe de maintenance, qui n'avait pas les compétences nécessaires pour effectuer certaines opérations, ainsi qu'aux pilotes de ne pas avoir remarqué la défaillance lors de la visite avant vol,.

## Médias
L'accident a fait l'objet d'un épisode dans la série télévisée Air Crash nommé « Catastrophe évitée » (saison 23 - épisode 5).